# Аухадов, Хамзат Ахмаевич
Хамза́т Ахма́евич Ауха́дов (13 мая 1965 года, Урус-Мартан, Чечено-Ингушская АССР, РСФСР, СССР) — российский чеченский тренер по тяжёлой атлетике, мастер спорта СССР, Заслуженный тренер России.

## Биография
Родился 13 мая 1965 года в Урус-Мартане. В 6 классе стал заниматься тяжёлой атлетикой. В 1982 году окончил школу. В 1983 году начал работать учителем физкультуры в школе. В 1987 году перешёл на работу в Урус-Мартановскую детско-юношескую спортивную школу. В том же году выполнил норматив мастера спорта СССР.
В 1991 году окончил Чечено-Ингушский государственный университет.
В начале 2000 года в ходе боевых действий его дом был разрушен. Во дворе своего дома на собственные деньги он построил спортивный зал и стал тренировать детей, среди которых был и его сын Апти Аухадов. Впоследствии Апти стал чемпионом России, Европы и мира, победителем летней Универсиады 2013 года в Казани.

## Награды
- Приказом Министерства спорта Российской Федерации от 29 декабря 2012 года присвоено звание «Заслуженный тренер России».
- Указом Президента Российской Федерации от 2 февраля 2013 года награждён медалью ордена «За заслуги перед Отечеством» II степени.